# 霍蘭 (內布拉斯加州)
霍蘭（英語：Holland）是位於美國內布拉斯加州蘭開斯特縣的非建制地區。

## 歷史
霍蘭的郵局於1873年設立，其後於1976年停運。

## 地理
霍蘭所處的海拔為高於海平面415米（即1362英呎），而該地所採用的時區為UTC-6，即北美中部时区（CST）。同時該地設有夏令時間，為UTC-6調快一小時，即UTC-5（CDT）。